# Lotto24
Die Lotto24 AG (Eigenschreibweise in Majuskeln) ist ein Anbieter staatlicher Lotterien im Internet. Das deutsche Unternehmen mit Sitz in Hamburg vermittelt unter den Marken Lotto24 und Tipp24 entsprechende Spielscheine. Die Lotto24 AG ist Teil der ZEAL-Gruppe. Von Juli 2012 bis August 2021 wurden die Aktien von Lotto24 an der Frankfurter Wertpapierbörse gehandelt.

## Geschichte
Lotto24 wurde 2010 in Hamburg gegründet. Das Unternehmen startete als Ausgliederung des deutschen Geschäfts des damaligen, internationalen Zweitlotterie-Anbieters, der heutigen ZEAL Network SE. Am 3. Juli 2012 erfolgte der Börsengang, bei dem das Unternehmen an der Wertpapierbörse Frankfurt am Main im Prime Standard gelistet wurde.
Kurz zuvor, am 1. Juli 2012, trat der zweite Glücksspielstaatsvertrag (GlüStV) in Kraft, der das Online-Vertriebsverbot des ersten GlüStV (2008) für staatliche Lotterien aufhob. Als einer der ersten privaten Anbieter erhielt Lotto24 im September 2012 die staatliche Erlaubnis für den Lotterievertrieb im Internet, der 2013 die Werbeerlaubnis für TV und das Internet folgte. Beide Erlaubnisse wurden entsprechend verlängert.
2014 veröffentlichte Lotto24 in Deutschland mobile Apps für iOS und Android, mit denen Lottospieler ihre Tipps per Smartphone und Tablet abgeben können.
Im Sommer 2019 wurde Lotto24 von der ZEAL Network SE übernommen und gehört seitdem zur ZEAL-Gruppe. Mit Wirkung zum 13. September 2021 beantragte die Lotto24 den Widerruf der Börsenzulassung.

## Produkte

### Staatliche Lotterien
Als lizenzierter Anbieter staatlicher Lotterien im Internet bietet Lotto24 die folgenden Lotterien und Zusatzlotterien der 16 im Deutschen Lotto- und Totoblock zusammengeschlossenen staatlichen Landeslotteriegesellschaften an:
- Eurojackpot (Dienstag und Freitag)
- Lotto 6 aus 49 (Mittwoch und Samstag)
- Spiel 77
- Super 6
- Glücksspirale
- Keno[11]
- Deutsche Fernsehlotterie[12]

### Soziallotterien
Das Unternehmen bietet auch zwei Soziallotterien an: freiheit+ und Deutsche Traumhauslotterie. Beide werden in Kooperation mit der 2015 gegründeten BildungsChancen gGmbH umgesetzt, mit der die Soziallotterien auch entwickelt wurden. Mit jedem verkauften Los werden Bildungsprojekte unterstützt.

### Spielgemeinschaften
Mit Lotto24 ist die Teilnahme an verschiedenen Spielgemeinschaften möglich. Spieler können so gemeinsam mit anderen Spielscheine kaufen und ihre Gewinnchancen erhöhen. Es gibt für verschiedene Lotterien Spielgemeinschaften, unter anderem für Eurojackpot oder Lotto 6aus49. Seit 2023 können Spieler auch eigene Spielgemeinschaften gründen und die Mitspieler selbst festlegen.

## Partnerschaften
Seit Dezember 2012 kooperiert Lotto24 mit dem Internetanbieter 1&1 und vertreibt Lotterieprodukte über dessen Internetportale Web.de und GMX. Seit August 2022 gibt es eine solche Zusammenarbeit auch mit n-tv.

## Spielerschutz und Identifizierung
Lotto24 arbeitet beim Spielerschutz mit dem dänischen Technologieunternehmen Mindway AI zusammen. Im Zuge der Spielerschutzmaßnahmen setzt Lotto24 den GameScanner von Mindway AI ein, eine vollautomatisierte Technologie zur Identifizierung von problematischem Spielverhalten. Beim Jugendschutz setzt Lotto24 auf Nect Ident, ein technisches Verfahren, das einen Gesichtsabgleich und eine Dokumentenprüfung vornimmt und zudem digitale Manipulationsversuche erkennen kann.

## Geschäftszahlen
Das Transaktionsvolumen und der Umsatz des Unternehmens entwickelten sich wie folgt:
|                                 | 2018    | 2019    | 2020    | 2021    |
| Transaktionsvolumen (in Mio. €) | 321,832 | 366,491 | 651,761 | 656,474 |
| Umsatz (in Mio. €)              | 38,289  | 44,098  | 88,125  | 87,285  |

## Sonstiges
Sky du Mont war 2022 Markenbotschafter für die Marke Lotto24. Die Regie für den Werbeclip des Jahres 2023 übernahm Jan Bonny. Die deutsche Moderatorin Eva Brenner ist Markenbotschafterin für die Deutsche Traumhauslotterie.
Im Mai 2022 gewann eine Lotto24-Spielgemeinschaft aus Nordrhein-Westfalen einen 110 Millionen-Eurojackpot.  Zu diesem Zeitpunkt war das der bisher größte Lotterie-Gewinn in der Geschichte der Bundesrepublik Deutschland.